# Zhong Hu de Cai
Zhong Hu of Cai (蔡仲胡), nascut com Ji Hu (姬胡), va ser el segon governant de l'Estat de Cai. Va ser l'únic fill conegut de Shu Du de Cai (蔡叔度), que fou exiliat després de la Revolta dels Tres Guàrdies (三監之亂). Després d'haver estat conegut per ser un home honest i de bon cor, ell va ser enviat pel Duc de Zhou a l'Estat de Lu com ambaixador. Havent demostrat ser un gran governant, el Rei Cheng de Zhou, sota el consell del Duc de Zhou, el va recompensar amb el Feu de Cai, i amb el títol perdut el seu pare. Ell va fer de Shàngcài (上蔡), Zhùmǎdiàn, Hénán, la seva capital. Va ser succeït pel seu fill. Cai Zhong significava el Vell de Cai.